# Basiliens
Pour les articles homonymes, voir Basilien (homonymie).
Le terme Basiliens ne doit pas être confondu avec la Congrégation de saint Basile, qui désigne une congrégation de prêtres fondée, en France, au XIXe siècle.

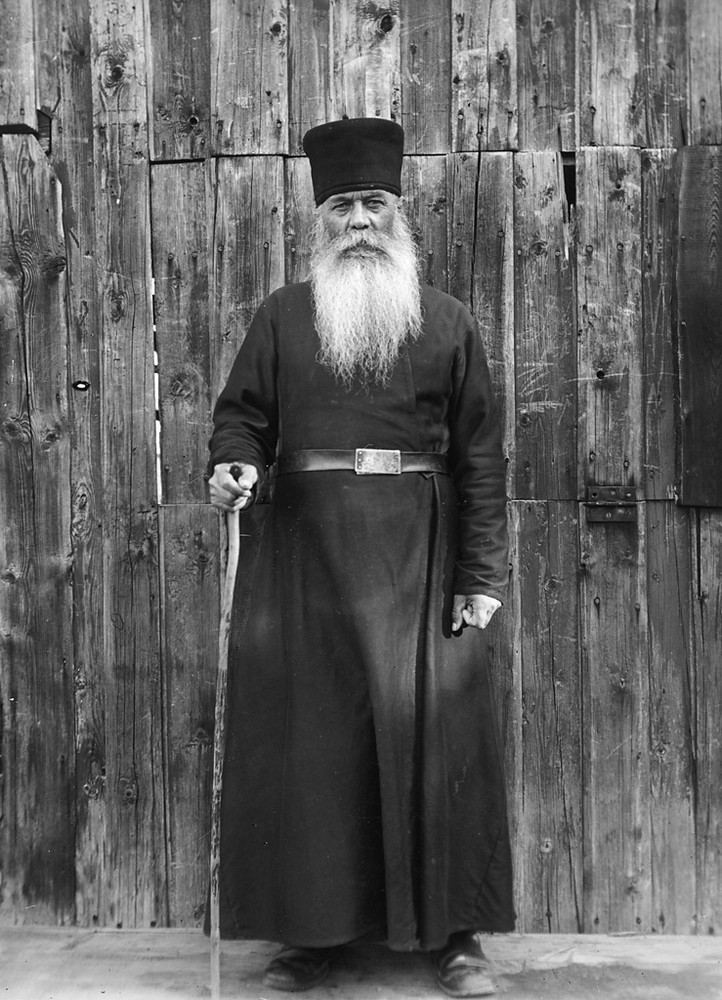
Hiéromoine Basilien au monastère de Valaam en 1930 (alors sous souveraineté finlandaise, donc encore en fonction).

Un Basilien est, au sens strict, un moine qui suit la règle de saint Basile. Cependant le terme désigne souvent, au sens large, tout moine d'origine byzantine.
C'est la plus ancienne règle monastique après les préceptes et règlements institués par Pacôme le Grand. Elle a été élaborée par saint Basile le Grand (né à Césarée de Cappadoce vers 329 et décédé en 379) pour le monastère fondé par lui dans un lieu retiré, sur les bords de l'Iris, dans le royaume du Pont. Sa conception très équilibrée de la vie monastique a par la suite exercé une grande influence sur le monachisme tant oriental qu'occidental, notamment à travers saint Benoît, fondateur de l'ordre des Bénédictins.
L'Ordre de saint Basile, auquel sont affiliés presque tous les monastères de l'Orient, se voue surtout à la prière et à la contemplation. Il eut en Italie byzantine plusieurs établissements importants dans lesquels se conserva la culture des lettres grecques. Barlaam et Jean Bessarion appartenaient à cet ordre. Le pape Grégoire XIII le réforma en 1579.

## Histoire de la fondation des Basiliens
Basile de Césarée aura une expérience importante de la vie cénobitique et anachorétique à travers ses voyages en Orient, au cours desquels il observera les différentes formes de vies consacrées. De cette expérience il développera une nouvelle forme de monachisme, qu'il rédigera en partie avec l'aide de Grégoire de Nazianze, donnant naissance à l'Ordre de Saint Basile.
Pour Basile, l'idéal de vie monastique ne se trouve pas dans les immenses colonies de moines qui existaient en Égypte, ni dans les ermitages qu'il avait rencontrés au désert. Il trouvait que les trop grandes colonies de moines étaient trop actives et bruyantes et que les ermitages oubliaient la charité et l'humilité : « Si vous vivez à l'écart des hommes, comment pourrez-vous vous réjouir avec les heureux et pleurer avec ceux qui souffrent ? Notre-Seigneur a lavé les pieds de ses apôtres : vous qui êtes seuls, à qui les laverez-vous ? Et comment vous exercerez-vous à l'humilité, vous qui n'avez personne devant qui vous humilier? ».
Basile souhaite donc que les moines soient réunis dans un monastère de taille raisonnable, où le supérieur puisse être en rapport suivi avec chaque frère,.
De plus, Basile de Césarée s'opposa aux austérités qu'il avait vues lors de son séjour en Orient. Même s'il pratique lui-même une vie de privations, il rejettera les trop grandes astreintes, pénitences et autres mortifications, celles-ci devant être modérées. Ainsi, il recommanda de ne pas se dépouiller de ses biens en entrant en religion, mais de les considérer comme des biens consacrés à Dieu, afin de ne les employer que pour des bonnes œuvres.
La règle de Basile contribuera à rapprocher les moines du clergé séculier. Dans les communautés cénobitiques orientales, les moines avaient l'interdiction de devenir prêtres. Basile prônera la présence de prêtres dans les monastères, alors même que Pacôme le Grand refusait catégoriquement que ses moines reçoivent l'ordination presbytérale. Il souhaite que les monastères soient proches des villes, tout en étant coupés physiquement et moralement du monde, afin de pouvoir contribuer à l'instruction chrétienne, mais aussi pour être un exemple de vie chrétienne.
Basile rédigera la règle de l'ordre vers 361, en tant que prêtre. Il écrivit au Pape Libère en 363 qui confirma le bienfait de cette règles monastique, comme le pape Damase Ier en 366 et le pape Léon en 456.
L'Ordre de saint Basile se propagea rapidement en Orient, au point de devenir l'un des ordres de référence de la vie cénobitique orthodoxe. En Occident, l'Ordre de saint Benoît joua le même rôle, en s'inspirant de la règle de saint Basile pour élaborer la règle de saint Benoît.

## Règle de saint Basile
Les textes de saint Basile relatifs à la vie monastique se présentent sous la forme de deux ensembles constitués à deux moments différents de sa carrière, appelés le Petit Asceticon et le Grand Asceticon. Il s'agit de séries de questions-réponses (questions posées par des communautés de chrétiens, réponses apportées par Basile).
Basile commença à se passionner pour la vie ascétique vers 355, quand d'Athènes en Cappadoce, il s'affilia à Eustathe de Sébastée. Il rédigea dans la période suivante des Règles morales, noyau de son Petit Asceticon. Il fut ordonné prêtre à Césarée de Cappadoce en 362, puis évêque-adjoint du diocèse en 365. C'est à cette époque (vers 364) qu'il publia le Petit Asceticon, qui se présente comme une série de 203 questions-réponses.
Le Grand Asceticon fut probablement constitué peu après son accession à la dignité d'archevêque de Césarée en 370 ; il est formé de 55 « Grandes Règles » et de 313 « Petites Règles », soit en tout 368, dont 192 sont reprises du Petit Asceticon (les « Grandes Règles » 1-23 correspondant à des développements à partir des onze questions initiales du Petit Asceticon). Ce dernier n'a pas été conservé en grec ; il est connu par la traduction latine qu'en a faite Rufin d'Aquilée vers l'an 400, et par une version syriaque retrouvée à l'époque moderne ; c'est par la traduction de Rufin qu'il a inspiré la règle de saint Benoît ; traduction incluse dans le Codex regularum de saint Benoît d'Aniane au début du IXe siècle. L’Église grecque, elle, a conservé le Grand Asceticon (qui ne fut traduit en latin qu'au XIIe siècle).
Le point de départ affirmé est le Nouveau Testament (notamment pour les Règles morales, qui en sont tirées ; les cinq premières « Grandes Règles » sont des développements sur les commandements évangéliques). D'autre part, Basile a voulu corriger ce qu'il considérait comme deux faiblesses des mouvements ascétiques qui se développaient à son époque, entre autres dans le sillage de son maître Eustathe de Sébastée : une tendance à se séparer de l'Église et à vivre à part, convaincu de sa propre supériorité, et d'autre part des excès ostentatoires dans l'ascétisme (d'après le modèle de l'« athlète de Dieu »). Basile ne parle jamais de « moines », mais de « chrétiens » ou de « frères » qui veulent simplement vivre pleinement leur foi. Il se concentre sur l'organisation de communautés sous la direction d'un supérieur (il n'emploie jamais le mot « abbé », mais dans les « Grandes Règles », notamment, il fait la théorie de cette fonction). Une communauté est appelée « fraternité ». Il parle assez peu de pauvreté, et, rompant avec l'ostentation, offre le modèle d'un ascétisme modéré. La « clôture », abri contre les sollicitations trop fortes du monde, y compris charitables, et moyen de faciliter le recueillement, ne doit pas devenir une façon d'esquiver les devoirs des chrétiens envers le reste de la société. Satisfaire pleinement aux commandements évangéliques suppose à la fois un certain retrait du monde et une activité pastorale et charitable dans la société.

## Congrégations catholiques orientales suivant la règle de Saint Basile
Les Églises catholiques orientales comptent cinq ordres ou congrégations qui suivent la règle de saint Basile :
- La congrégation italo-grecque de Grottaferrata (O.S.B.I.)[5], fondée en 1579 ;
- La congrégation ruthène de Saint Josaphat (O.S.B.M.)[6], constituée en 1617 de plusieurs monastères regroupés par Saint Josaphat Koncévitch, métropolite de Kiev ; 
  - elle comprend aussi une branche féminine ;
- La congrégation melkite du Saint-Sauveur, ou melkites salvatoriens (B.S.)[7], fondée au Liban en 1687 ;
  - elle comprend aussi une branche féminine (en) ;
- La congrégation melkite de Saint Jean-Baptiste, ou Choueirites (B.C.)[8], fondée au Liban en 1697 ;
  - elle comprend aussi une branche féminine (en) ;
- La congrégation melkite d'Alep, ou Alépins (B.A.)[9], séparée de la précédente en 1829.

## Autres rameaux
Se rattache historiquement à leur famille :
- la Congrégation de Saint Basile ou congrégation des Pères basiliens (C.S.B.)[10], fondée en 1822 par dix prêtres[11], mais qui ne semble plus avoir de lien avec les gréco-catholiques.

Une fraternité sacerdotale, dans le cadre de la Fraternité sacerdotale Saint-Pie-X, se présente aussi sous le patronage de saint Josaphat :
- Fraternité sacerdotale Saint-Josaphat, fondée en 2000, dont le fondateur a été excommunié par Rome en 2007[12].

## Source
Cet article comprend des extraits du Dictionnaire Bouillet. Il est possible de supprimer cette indication, si le texte reflète le savoir actuel sur ce thème, si les sources sont citées, s'il satisfait aux exigences linguistiques actuelles et s'il ne contient pas de propos qui vont à l'encontre des règles de neutralité de Wikipédia.